# フタガミ
株式会社フタガミは、高知県下で木工業・建設業・ホームセンター事業・カー用品販売事業等を営む企業。本社は高知県南国市に所在。

## 企業概要
1946年に高知県須崎市で木材加工業者として創業。1967年に株式会社二神木工へ改組、これを契機に建設業へ進出する。1976年より現社名。
1980年代以降は更なる経営多角化に乗り出す。まず1982年、高知市で「マルニ」高須店を開業しホームセンター事業に進出。続いて1994年には、カー用品販売大手のローヤル（現・イエローハット）グループとフランチャイズ契約を結び、高知県下でイエローハット店舗の展開を開始。さらに2001年には、マルニの一部店舗を「ダイソー」フランチャイズ店に転換し、100円ショップ事業に進出した。
2007年1月には、経営難に陥っていた木材卸売業の「ハマモク」（高知市）から、傘下のホームセンター・ハマートの全株式を譲り受け、グループに加えた。また、2009年6月にはホームセンター佐川（-さかわ、高岡郡佐川町）を傘下に迎え入れている。
2010年7月、本店登記を創業地の須崎市から南国市（イエローハット南国店所在地）へ移す。
2015年5月、入交グループより同グループの運営していたホームセンターブリコのうち南店、東店を買い取り南店を桟橋店、東店を介良店として改称するとともにリニューアルオープンさせた。
2019年には、本社を南国市双葉台の旧南国工場跡に移転。新社屋は、旧工場の建物をそのまま使用し、内装をオフィス仕様にリノベーションさせたものである。

## 事業所
店舗数等の詳細は、公式ページの事業所一覧を参照。
- 本社・サービスセンター・ホームセンター事業部 - 南国市双葉台1

- 住宅関連事業
  - 薊野オフィス（建築事業部） - 高知市東秦泉寺122-1
  - セレクトショップCOMO - 南国市廿枝1156
  - 木工部 - 須崎市大間東町4-25（マルニ須崎店2F・旧本社）
  - 外商部 - 高知市朝倉甲496-1（ハマート朝倉店内）

- その他
  - 100円ショップ・ダイソーのフランチャイズ店展開
  - ペットショップ「アシスト」の展開
  - 高知県立牧野植物園のミュージアムショップ「バイカオウレン」の運営受託

## グループ企業
ハマート、ホームセンター佐川はいずれもホームセンター事業の一部を担当。フタガミグループ加盟後も店舗ブランドは「マルニ」とはならず、それ以前からのブランド（社名と同じ）を継承している。
- 有限会社美和建材（南国市）
- 株式会社ハマート（高知市）
  - もとはハマモクの一事業部。2007年のハマモク経営危機の折に分社化後、フタガミが全株式を取得。
- 株式会社ホームセンター佐川（高岡郡佐川町）
  - 2009年にフタガミ傘下入り。